# تپه زنگنه
تپه زنگنه مربوط به دوران پیش از تاریخ ایران باستان تا دوران‌های تاریخی پس از اسلام است و در شهرستان بروجرد، بخش مرکزی، روستای جهان‌آباد واقع شده و این اثر در تاریخ ۱۲ بهمن ۱۳۸۱ با شمارهٔ ثبت ۷۱۴۶ به‌عنوان یکی از آثار ملی ایران به ثبت رسیده است.